# Woodnewton
Woodnewton – wieś w Anglii, w hrabstwie Northamptonshire, w dystrykcie (unitary authority) North Northamptonshire. Leży 44 km na północny wschód od miasta Northampton i 117 km na północ od Londynu. Miejscowość liczy 442 mieszkańców.